# خسوس برمودز
خسوس برمودز (انگلیسی: Jesús Bermúdez؛ ۱۹۰۲ – ۱۹۴۵) یک بازیکن فوتبال اهل بولیوی بود.